# ۴۵۶ (میلادی)
۴۵۶ (میلادی) چهارصد و پنجاه و ششمین سال تقویم میلادی است. در این سال پیغمبر ایرانی، مزدک پسر بامداد که در توابع تیسفون چشم به جهان گشود و  بعدها کتاب disna را نوشت. همچنین پادشاهی کیداریان از سال ۴۵۶ میلادی به بعد علیه ساسانیان وارد جنگ شدند

## درگذشتگان
- آویتوس، امپراتور روم غربی (تاریخ احتمالی)

‎